# Hebert Conceição
Hebert William Carvalho da Conceição Sousa (Salvador, 28 februari 1998) is een Braziliaans bokser. Hij werd olympisch kampioen in de middengewichtklasse op de Olympische Spelen van 2020. Ook won hij brons op het wereldkampioenschap boksen in 2019.

## Erelijst

### Olympische Spelen
- 2020 in Tokio, Japan (−75 kg)

### Wereldkampioenschappen
- 2019 in Jekaterinenburg, Rusland (−75 kg)

### Pan-Amerikaanse Spelen
- 2019 in Lima, Peru (– 75 kg)

1904: Charles Mayer ·
1908: John Douglas ·
1920: Harry Mallin ·
1924: Harry Mallin ·
1928: Piero Toscani ·
1932: Carmen Barth ·
1936: Jean Despeaux ·
1948: László Papp ·
1952: Floyd Patterson ·
1956: Gennadi Sjatkov ·
1960: Eddie Crook ·
1964: Valeri Popentsjenko ·
1968: Chris Finnegan ·
1972: Vjatsjeslav Lemesjev ·
1976: Michael Spinks ·
1980: José Gómez ·
1984: Shin Joon-sup ·
1988: Henry Maske ·
1992: Ariel Hernández ·
1996: Ariel Hernández ·
2000: Jorge Gutiérrez ·
2004: Gaidarbek Gaidarbekov ·
2008: James DeGale ·
2012: Ryōta Murata ·
2016: Arlen López ·
2020: Hebert Conceição ·
2024: Oleksandr Chyzjnjak